# Джоуль (лунный кратер)
Кратер Джоуль (лат. Joule) — большой древний ударный кратер в северном полушарии обратной стороны Луны. Название присвоено в честь английского физика Джеймса Джоуля (1818—1889) и утверждено Международным астрономическим союзом в 1970 г. Образование кратера относится к нектарскому периоду.

## Описание кратера

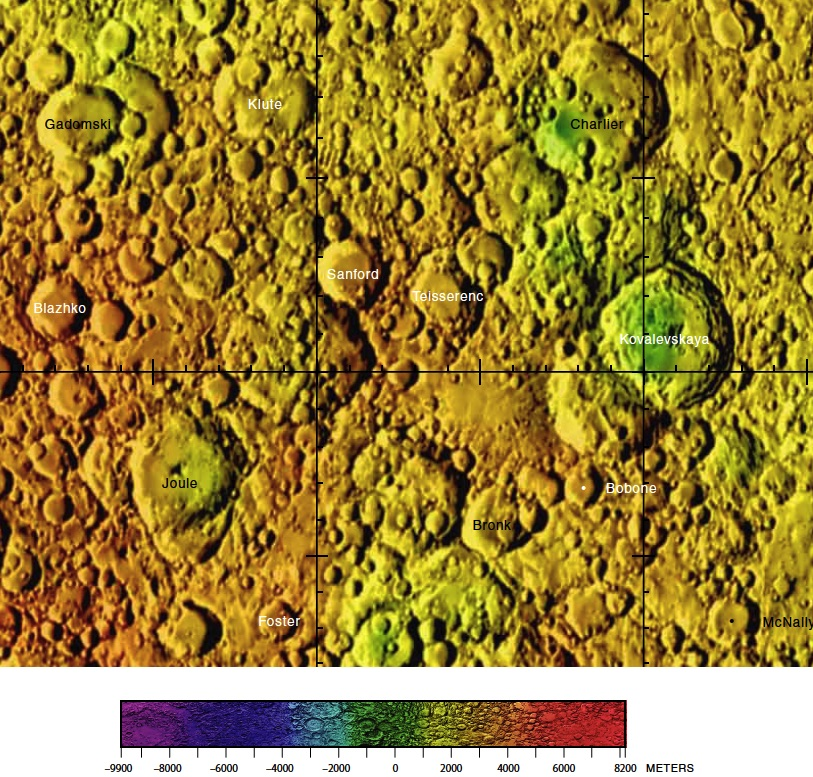
Окрестности кратера Джоуль. Фрагмент карты обратной стороны Луны.

Ближайшими соседями кратера являются кратер Ингалс на западе; кратер Блажко на северо-западе; кратер Санфорд на северо-востоке; кратер Бронк на востоке; кратер Фостер на юго-востоке; а также кратер Гарвей на юге-юго-западе. Селенографические координаты центра кратера 27°09′ с. ш. 144°08′ з. д. / 27,15° с. ш. 144,14° з. д., диаметр 97,5 км, глубина 2,8 км.
Кратер имеет полигональную форму и за время своего существования значительно разрушен. В южной части кратера имеется выступ, образованный сателлитным кратером Джоуль L (см. ниже). Северо-восточная часть вала перекрыта двумя небольшими кратерами. В восточной части внутреннего склона вала просматриваются остатки террасовидной структуры. Высота вала над окружающей местностью достигает 1460 м, объем кратера составляет приблизительно 9000 км³. Дно чаши ровное, без приметных структур, отмечено множеством мелких кратеров. Имеется центральный пик, несколько смещенный к западу от центра чаши.

## Сателлитные кратеры
| Джоуль | Координаты                                              | Диаметр, км |
| ------ | ------------------------------------------------------- | ----------- |
| K      | 25°39′ с. ш. 141°51′ з. д. / 25,65° с. ш. 141,85° з. д. | 15,9        |
| L      | 25°49′ с. ш. 143°53′ з. д. / 25,82° с. ш. 143,89° з. д. | 67,8        |
| T      | 27°30′ с. ш. 148°05′ з. д. / 27,5° с. ш. 148,08° з. д.  | 38,0        |

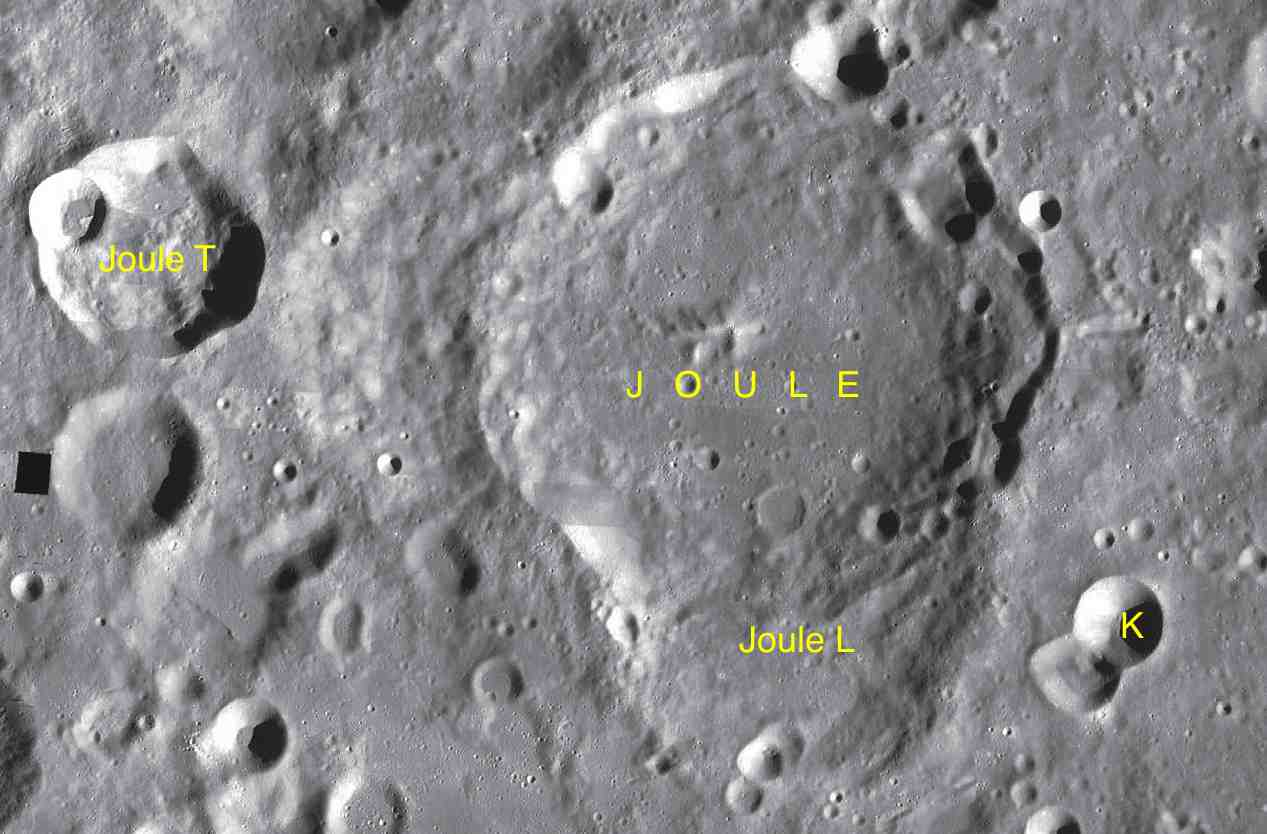
Фрагмент карты LAC-52.

- Сателлитный кратер Джоуль T является центром системы лучей, в основном распространяющихся в южном направлении. Наиболее заметный луч пересекает кратер Гарвей. В направлении кратера Джоуль имеются только слабые лучи, достигающие западной части вала и чаши кратера.
- Образование сателлитного кратера Джоуль L относится к донектарскому периоду[1].
- Образование сателлитного кратера Джоуль T относится к позднеимбрийскому периоду[1].